# Romanzo parlamentare
Il romanzo parlamentare (o romanzo d'ambientazione parlamentare) è un sottogenere narrativo comprendente racconti che hanno come protagonista un deputato e nei quali l'azione si svolge in buona parte all'interno di un'aula parlamentare. 
Spesso tale classe di romanzi mostra affinità con il feuilleton per via dell'inserimento, accanto alla ricostruzione della vita politica pubblica, di vicende sentimentali.
Il romanzo parlamentare nasce in Europa nel XIX secolo, epoca di principale diffusione delle monarchie costituzionali.

## Nella letteratura francese
Al canone del romanzo parlamentare francese appartengono, in qualità di precursori del genere, gli incompiuti Lucien Leuwen (1834) di Stendhal e Il deputato d'Arcis (1839-1840) di Honoré de Balzac, e altri romanzi posteriori come Sua Eccellenza Eugène Rougon (1876) di Emile Zola  e Le Nabab (1877) e Numa Roumestan (1881) di Alphonse Daudet.

## Nella letteratura inglese
In ambito britannico il principale esponente del romanzo parlamentare è Anthony Trollope con il cosiddetto “ciclo politico” pubblicato tra il 1867 e il 1880 (Phineas Finn, The Irish Member, Phineas Redux, The prime Minister e The Duke's Children).

## Nella letteratura italiana

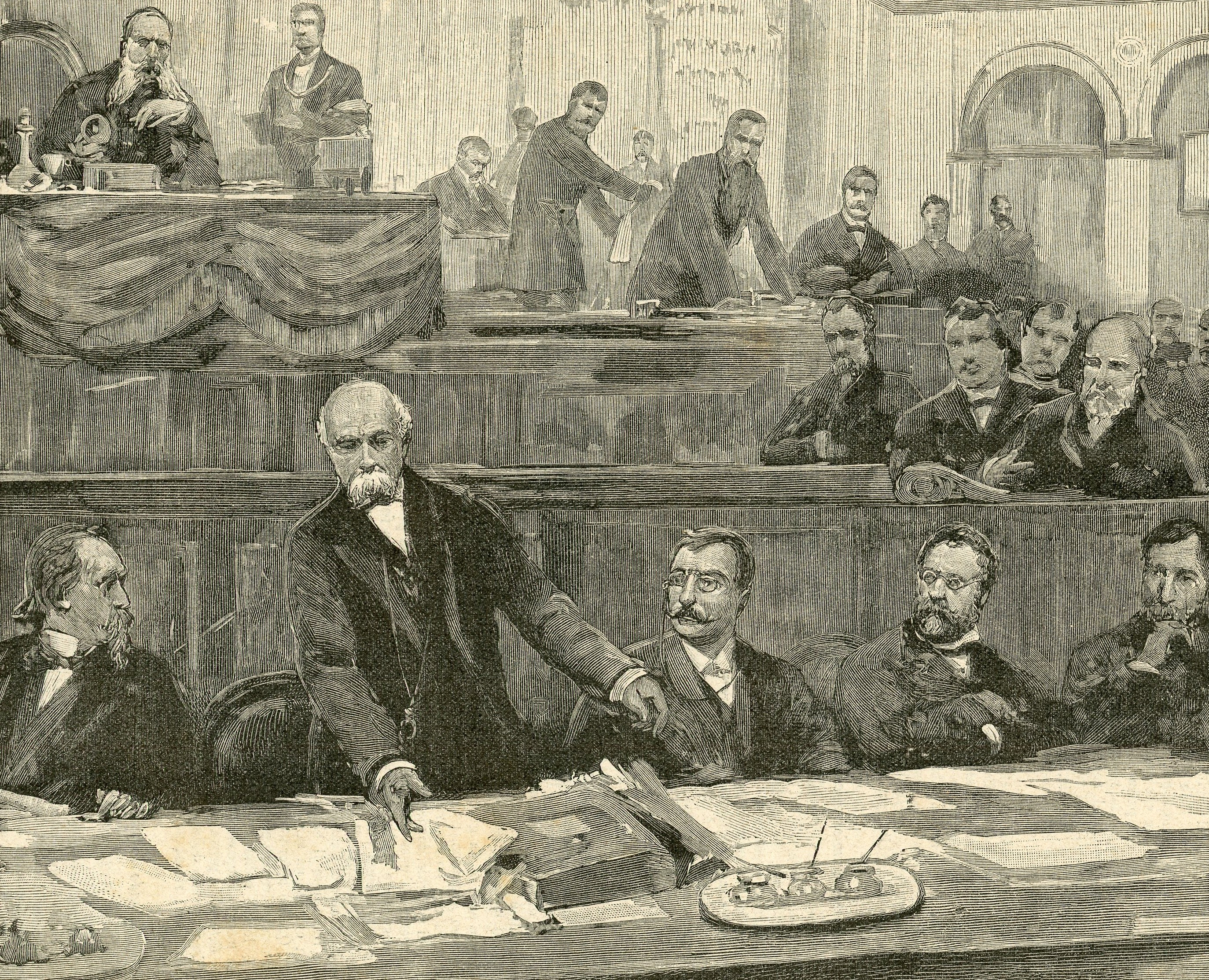
Il banco dei ministri di Montecitorio in una xilografia del 1891

Il romanzo parlamentare italiano fu un'«esile creatura letteraria che attraversò i primi decenni del Regno d'Italia fino alle soglie dell'età giolittiana […]. Il protagonista dei romanzi parlamentari era di solito un giovane di sani costumi venuto a Roma dalla provincia, che rischiava di essere traviato dal trasformismo dei colleghi più anziani – banda di avventurieri e d'idioti, li chiama Ettore Socci – dalle mollezze di una capitale sontuosa quanto corrotta, dalle lusinghe di qualche donna smaliziata, incarnazione del vizio cittadino. Le storie si concludevano per lo più con il ritorno al paesello, alla virtù e alla legittima consorte, il più lontano possibile dell'inferno di Montecitorio".
Il prototipo dei romanzi parlamentari italiani può essere considerato l'opera del giornalista e politico Ferdinando Petruccelli della Gattina intitolata I moribondi del Palazzo Carignano (1862).
Su un'analoga scia tematica si collocano, tra i titoli più celebri, Daniele Cortis di Antonio Fogazzaro, La conquista di Roma di Matilde Serao, I coniugi Varedo (1899) di Enrico Castelnuovo e L'Imperio di Federico De Roberto.